# A budapesti Róbert Károly körút épületeinek listája
Az alábbi lista a budapesti Róbert Károly körút épületeit mutatja be. Az üres telkek kék színnel kiemelve jelennek meg a listában.

## Róbert Károly körút

### 1-10.
| Kép | Szám   | Név                 | Építés ideje       | Tervező | Stílus          | Megjegyzés |
| --- | ------ | ------------------- | ------------------ | ------- | --------------- | ---------- |
|     | 1-?    | irodaházak          | 2000-es évek eleje |         | modern          |            |
|     | 2-10.? | Erste Bank irodaház | 2000-es évek eleje |         | kortársi modern |            |

### 11-20.
| Kép | Szám       | Név                 | Építés ideje      | Tervező | Stílus | Megjegyzés                                               |
| --- | ---------- | ------------------- | ----------------- | ------- | ------ | -------------------------------------------------------- |
|     | 12/a-18/c. | kisebb lakótelep    | 1964-1965         |         | modern |                                                          |
|     | ?-25.      | üres telek, parkoló |                   |         |        | Korábban az Árpád híd autóbusz-állomás volt a területen. |
|     | 20-24.     | kisebb lakótelep    | 20. század közepe |         | modern |                                                          |

### 21-30.
| Kép | Szám    | Név                         | Építés ideje   | Tervező | Stílus | Megjegyzés |
| --- | ------- | --------------------------- | -------------- | ------- | ------ | ---------- |
|     | 26-32.? | üres telek, építési terület |                |         |        |            |
|     | 27-37.  | lakóház                     | 20. sz. közepe |         | modern |            |

### 31-40.
| Kép | Szám   | Név         | Építés ideje       | Tervező | Stílus                 | Megjegyzés                  |
| --- | ------ | ----------- | ------------------ | ------- | ---------------------- | --------------------------- |
|     | 34.    | irodaház    | 2000-es évek eleje |         | kortársi modern        | Kormányablak működik benne. |
|     | 36.    | régi bérház | 19. sz.            |         | historizáló–eklektikus |                             |
|     | 38.    | régi bérház | 19. sz.            |         | historizáló–eklektikus |                             |
|     | 39-41. | lakóház     | 20. sz. közepe     |         | szocialista realista ? |                             |
|     | 40.    | régi bérház | 19. sz.            |         | historizáló–eklektikus |                             |

### 41-50.
| Kép | Szám   | Név                         | Építés ideje                               | Tervező | Stílus                              | Megjegyzés                                                            |
| --- | ------ | --------------------------- | ------------------------------------------ | ------- | ----------------------------------- | --------------------------------------------------------------------- |
|     | 42-48. | Központi Honvéd Kórház      | 1899 (főépület), majd 20. sz. második fele |         | historizáló–eklektikus, majd modern | Több lépcsőben bővített épületállomány.                               |
|     | 43.    | lakóház                     | 20. sz. közepe                             |         | modern                              |                                                                       |
|     | 43.    | lakóház                     |                                            |         |                                     |                                                                       |
|     | 45.    | lakóház                     | 20. sz. közepe                             |         | modern                              |                                                                       |
|     | 47.    | irodaház                    | 2019                                       |         | kortársi modern                     |                                                                       |
|     | 49-53. | Vilmos Főherceg Laktanya    | 19. sz.                                    |         | historizáló–eklektikus              | Mándy Iván Szakképző Iskola és Szakiskola is használja a telephelyet. |
|     | 50.    | üres telek, építési terület |                                            |         |                                     |                                                                       |

### 51-60.
| Kép | Szám   | Név                        | Építés ideje | Tervező | Stílus          | Megjegyzés                                   |
| --- | ------ | -------------------------- | ------------ | ------- | --------------- | -------------------------------------------- |
|     | 54-58. | Alza.hu irodaház           |              |         | modern          |                                              |
|     | 55.    | üres telek, autókereskedés |              |         |                 | Korábban Katonai Ágyraktár volt a területen. |
|     | 57.    | Domex Szőnyegáruház        |              |         | kortársi modern |                                              |
|     | 59.    | irodaház                   |              |         | kortársi modern |                                              |
|     | 60-62. | üres telek, parkoló        |              |         |                 |                                              |

### 61-70.
| Kép | Szám   | Név                                       | Építés ideje | Tervező                       | Stílus          | Megjegyzés |
| --- | ------ | ----------------------------------------- | ------------ | ----------------------------- | --------------- | ---------- |
|     | 61-65. | irodaház                                  |              |                               | kortársi modern |            |
|     | 64-66. | North Point Center / Triton Life irodaház | 1998         |                               | kortársi modern |            |
|     | 67.    | Domus Lakberendezési Áruház               | 1974         | Reimholz Péter és Lázár Antal | modern          |            |
|     | 68.    | régi bérház                               | 19. sz.      |                               |                 |            |
|     | 69.    | üres telek, park                          |              |                               |                 |            |
|     | 70-74. | Uniqa irodaház                            | 2000-es évek |                               | kortársi modern |            |

### 71-80.
| Kép | Szám    | Név                                   | Építés ideje   | Tervező                        | Stílus          | Megjegyzés                                                                                               |
| --- | ------- | ------------------------------------- | -------------- | ------------------------------ | --------------- | --- |
|     | 71.     | XXXLutz áruház                        |                |                                | modern          | |
|     | 73-77.  | az Országos Mentőszolgálat telephelye |                |                                | modern          | irodaházzal, parkolóval                                                                                  |
|     | 76-78.  | Colonia ház                           | 1991           | Tihanyi Judit és Halmos György | kortársi modern | Jelenleg lakóház, irodaház és üzlet Eredetileg a Colonia biztosító épülete volt                          |
|     | 79. (?) | MOL benzinkút                         |                |                                | modern          | A páratlan oldal utolsó telke.                                                                           |
|     | 80.     | Nyírő Gyula Kórház                    | 20. sz. közepe |                                |                 | Korábban az Angyalföldi Elme- és Ideggyógyintézet állt a területen (épületét 1984–1985-ben elbontották). |

### 81-90.
| Kép | Szám    | Név                          | Építés ideje  | Tervező | Stílus      | Megjegyzés |
| --- | ------- | ---------------------------- | ------------- | ------- | ----------- | ---------- |
|     | 82-84.  | Artis Design & Lakberendezés |               |         |             |            |
|     | 86-88.? | üres telek, parkoló          |               |         |             |            |
|     | 90.     | bérház                       | 20. sz. eleje |         | szecessziós |            |

### 91-100.
| Kép | Szám    | Név                              | Építés ideje       | Tervező | Stílus          | Megjegyzés |
| --- | ------- | -------------------------------- | ------------------ | ------- | --------------- | ---------- |
|     | 92-94.? | üres gyártelep                   |                    |         |                 |            |
|     | 96-100. | Bijo Életmódközpont / Szakáruház | 2000-es évek eleje |         | kortársi modern |            |

### 101-102.
| Kép | Szám | Név    | Építés ideje | Tervező | Stílus                 | Megjegyzés                  |
| --- | ---- | ------ | ------------ | ------- | ---------------------- | --------------------------- |
|     | 102. | bérház | 19. sz.      |         | historizáló–eklektikus |                             |
|     | 104. | bérház | 19. sz.      |         | historizáló–eklektikus | A páros oldal utolsó telke. |